# Scoutisme en Italie
Cet article traite de différents aspects du scoutisme en Italie.

## Organismes et participation
En Italie aujourd'hui, plus de quarante associations et de fédérations scoutes existent, sans compter une centaine qui n'existent plus. L'association la plus nombreuse et la plus représentée sur le territoire italien est l'AGESCI (Associazione Guide e Scouts Cattolici Italiani) avec près de 177 000 membres, suivie de la FSE (l'Associazione Italiana Guide e Scouts d'Europa Cattolici) avec 19 000 associés et ensuite la CNGEI (Corpo Nazionale Giovani Esploratori ed Esploratrici Italiani) avec 11 000 membres.
L'AGESCI et le CNGEI font partie de la FIS (Federazione Italiana dello Scautismo). C'est cette dernière qui est reconnue par l'AMGE et l'OMMS.
Dans la FederScout (Fédération du Mouvement scout italien) sont par contre confédérés : AGES (Boy Scouts de Sardigna), AVSC (Association Veneta Scout Cattolici), ASE (Association Scoutistica Europea), A.Gi.Scout, Boy Scouts of Italy, Association Scout nautiques Antares, Scouts nautiques Sirio, Groupe Scout Vicenza, GEL (Jeunes Explorateurs lombards), Groupe Scout Madonna du Rosaire, A.P. Scout, A.S.I. Scout, Scout Damanhur, pour un total d'environ 3 500 membres.
Ce qui semble n'être qu'une énumération de sigles traduit en réalité des jeunes et des adultes qui offrent leur temps libre à vivre la méthode de B.-P., et à aider à la naissance et au développement du scoutisme dans des régions où les difficultés économiques ou politiques sont plus fortes.

## Historique

### Origines
La première expérience scoute en Italie fut organisée aux Bains de Lucques au printemps 1910 sous les auspices du baron anglais Sir Francis Patrick Fletcher Vane et du maître de gymnastique Rame Molinari, qui seront à l'origine des Ragazzi Esploratori Italiani (REI). Le 13 novembre 1910, après une conférence sur le scoutisme tenue de Sir Francis Vane, à Gènes, la constitution d'un comité pour fonder les sections jeunes, fut l'œuvre d'un autre anglais, le docteur James Richardson Spensley avec la collaboration d'un jeune éducateur catholique, Mario Massa. Dans les sections REI, Massa adjoignit les garçons de sa précédente initiative éducative, le groupe dénommé Joyeuse. En 1911 les REI comptaient des sections à Albinia, Brescia, Bardes (RE), Bains de Lucque, Florence, Gènes, Gallura, Giarre, Lucques, Messine, Milan, Modène, Molinella, Naples, Pérouse, Pise, Pavie, Palerme, Pontedera, Rome, Venise, Viareggio. Sir Francis Vaines fut nommé Inspecteur général et l'Association fut placée sous le haut patronage du roi d'Italie, Victor-Emmanuel III.
Entre 1911 et 1912 Massue abandonnera les REI pour cause de divergences idéologiques, concernant des aspects confessionnels, avec le président des sections jeunes, le colonel Ottavio Reghini. Exception faite de la Joyeuse de Massue, les REI liguriens seront en bonne partie à l'origine du CNGEI. Reghini deviendra président des sections du CNGEI de Gènes et Spensley collaborera avec le Corps National en s'occupant de la constitution des sections de Gènes et de Savone.
Une autre initiative, destinée à répandre le mouvement scout en Italie, fut l'œuvre d'un enseignant, Ugo Perucci, à Milan en 1912. Cette organisation pris en 1915 - après diverses dénominations - le nom d'Association des garçons pionniers italiens (ARPI).
Le véritable mouvement scout en Italie naquit par l'œuvre du docteur Carlo Colombo. En janvier 1912, Colombo termina d'écrire le Statut de son mouvement qui appela Corps national des jeunes éclaireurs italiens (Boy Scouts d'Italie) et Union nationale des jeunes éclaireuses italiennes (Girl Scouts d'Italie) avec l'objectif de devenir un moyen éducatif pour tous les garçons et les filles italiennes. Avec un groupe de jeunes de la Société Podistica Latium, Colombo tenta l'expérience, qui s'est concrétisée en octobre 1912, à Farnesina à Rome. Cette initiative connut un grand succès et fut à l'origine du CNGEI, officiellement fondé à Rome le 30 juin 1913. Carlo Colombo fut le premier chef scout d'Italie. Le Corps se développa sur tout le territoire national, en incorporant tous le Boy Scout italiens, parmi lequel ceux déjà adhérents aux REI.
Le CNGEI, en hommage aux premiers groupes scout, adopta la devise des REI Sii preparato. En novembre 1914 les sections féminines furent constituées par Colombo, qui accueillirent le Girl Scouts italiennes, même si d'autres expériences de scoutisme féminin furent conduites dès 1913.
Le 29 juin 1915 se déroule l'Assemblée constitué des sections de Rome des Jeunes Éclaireuses qui marque la naissance officielle de l'UNGEI. Le 5 mai 1915, le CNGEI fut placé sous le haut patronage de S.M. le Roi et du LL. EE. le président du Conseil et les ministres de la Guerre, de la Marine, des Étrangers, des Colonies et de l'Instruction publique. Le 21 décembre 1916, il fut érigé en personne morale, par reconnaissance de sa fonction éducative vis-à-vis de la jeunesse. Ces deux caractéristiques sont toujours maintenues (le Patronage est passé au président de la République et aux ministères de l'Instruction publique, des Affaires étrangères, de l'Intérieur et de la Défense).
Au début, les milieux et la presse catholique d'étroite observance s'opposèrent violemment au scoutisme en avançant des sujets de nature doctrinale. Ceci s'apaisa rapidement, et progressivement, l’Église s'intéressa à ces groupes de jeunes qui suivaient la méthode éducative inventée par Baden Powell, à tel point qu'elle pensa constituer une association scoute spécifiquement catholique et plus liée à la hiérarchie ecclésiastique, sachant que les premières organisations scoutes étaient non-confessionnelles. Ce fut à cause de l'échec des négociations entre le Corps National et la Fédération des Associations Sportives Catholiques Italiennes (FASCI) pour un scoutisme unique national, que le 16 janvier 1916, grâce au comte Mario di Carpegna, de la Garde noble du Pape, que naquit l'Association Scautistica Cattolica Italiana  (ASCI) qui reçut rapidement l'approbation pontificale.
Un des points fondamentaux de la nouvelle association scout catholique fut la catéchèse. Les premiers groupes recensés dans l'ASCI furent la Joyeuse de Massue à Gêne, composé de quatre groupes, un groupe de Macerata et un de Palerme. Quelques groupes catholiques de la CNGEI passèrent rapidement à l'ASCI, comme Sienne et Fermo. L'ASCI adopta la devise des Garçons Explorateurs Italiens (REI) et donc du Corps National avec une différence d'écriture, Estote Parati. Le siège central de CNGEI, après des stériles polémiques, en octobre 1917, décida de modifier sa devise.
En 1918, le Vice-Président et le Commissaire Général de CNGEI, le professeur Vittorio Fiorini, dans sa conférence à la Rencontre nationale qui s'est tenue à Rome, proposa l'institution de la branche Seniori, pour les scouts adultes. La proposition de Fiorini, approuvée par les Organes Statutaires, fut mise en pratique en 1919 avec l'institution des Éclaireurs Seniori.
Entre 1927 et 1928 le régime fasciste démantela les associations scoutes italiennes pour embrigader tous les garçons dans les Balilla. En janvier 1927, le gouvernement fit suspendre les activités de l'ASCI, dans les villes de moins de 20 000 habitants qui n'étaient pas chefs-lieux de province et imposa sur les drapeaux les flammes et la marque des licteurs avec les initiales ONB.
Le 10 février 1927 par ordre du secrétaire général du Parti national fasciste, Augusto Turati, l'Union nationale Giovinette Volontaires Italiennes (nouveau nom, depuis 1924, de l'UNGEI), fut démantelée. Le 31 mars 1927, après les premières pressions de la police sur quelques sections, la présidence générale du Corps National décidait de la suspension des activités de toutes les sections du CNGEI. Le 4 novembre 1927, le siège central de ARPI fut forcé de défaire ses adhérents de tout lien associatif. Le 6 mai 1928 le gouvernement fasciste démantela les derniers groupes ASCI et l'association elle-même. Malgré cela, quelques groupes scouts, dans diverses localités d'Italie continuèrent à pratiquer clandestinement le scoutisme, en donnant de la vie à la « Jungle silencieuse » (le nom donné au CNGEI pendant la période clandestine). Quelques scouts clandestins prirent part à la Résistance. Le plus célèbre de ces groupes fut celui des Aigles randagie, à Milan.

### L'après-guerre
À la chute du régime fasciste en 1943, le Gouvernement provisoire Allié encouragea et favorisa la renaissance des associations scoutes italiennes (d'abord ASCI et CNGEI et ensuite UNGEI). Elles purent entamer leur réorganisation et reprendre leurs activités, en 1944 dans les régions libérées et en 1945 dans toute l'Italie.
Le 28 décembre 1943, dans les Catacombes de Priscilla à Rome, en grande clandestinité, des guides italiennes vinrent prononcer les premières promesses qui mèneront à la fondation de la branche féminine du scoutisme catholique : l'Association Guides Italiennes (AGI). Le Commissariat central des AGI fut officiellement fondé le 13 août 1944. Le 8 décembre 1944, l'AGI fut reconnue par le Saint-Siège.
Il y eut dans cette période une ultime vaine tentative de donner vie à une seule association scoute italienne ; mais finalement après des laborieuses négociations le 21 novembre 1944 à Rome fut signé entre les deux associations (ASCI et CNGEI) l'acte constitutif de la Fédération des éclaireurs italiens suivi plus tard le 27 juillet 1945 de la branche féminine, AGI et UNGEI, qui donnèrent vie à la Fédération italienne des guides et éclaireuses. Les deux fédérations furent officiellement reconnues des mouvements mondiaux scout et guides.
En octobre 1952, à Turin, reprend l'ARPI, avec un nom, « plus conforme aux temps », d'Association Boy Scout d'Italie d'inspiration pluriconfessionnelle. Vers 1958 et 1959, l'association cessa ses activités.
En juin 1954 les Compagnies des Cavaliers de Saint George, quatrième branche des ASCI née en 1944, devinrent autonomes en fondant le Mouvement adultes des scouts catholiques italiens (MASCI). MASCI se fédérera avec le Clan National Seniores Scouts Italiens (les adultes du CNGEI) dans la Fédération Italienne des Scouts Adultes (FIAS) reconnue par l'Association Internationale Adulte Scout et Guide.
Au milieu des années 1960 et 1970, le scoutisme italien connut une profonde crise, relative à l'application de la méthode, avec des bouleversements importants et des défections, amenant, parallèlement au scoutisme officiel, à la naissance de nouvelles réalités associatives.
Le 22 juin 1965, Aldo Marzot, déjà chef scout du CNGEI, fonda à Rome l'Association italienne de scoutisme raider (Assoraider), d'inspiration « ouverte » (pluriconfessionnelle), non reconnue au niveau national et mondial. Le 4 mai 1974 par décision des Conseils généraux de l'ASCI et de l'AGI, naissait l'AGESCI (Association guides et scouts catholiques italiens), qui, en tenant compte des évolutions éducatives et pédagogiques du temps, introduisait la possibilité de coéducation c'est-à-dire d'éduquer ensemble les garçons et les filles en prévoyant même des activités en commun. Quelques chefs éducateurs romains de l'ASCI et de l'AGI, opposés à l'unification des deux branches masculin et féminin, et voulant rester fidèles aux principes originels de l'Association, fondèrent le 14 avril 1976 une seconde association scout explicitement catholique, l'Association italienne guides et scouts d'Europe catholique, appartenant à la Fédération du scoutisme européen (FSE), structure internationale non reconnue des mouvements mondiaux scout et guides. En 1996, la Conférence épiscopale italienne, après l'AGESCI, a reconnu l'Association italienne guides et scouts d'Europe catholiques comme association ecclésiale.
Avec l'approbation du nouveau statut, le 26 mai 1976, et le décret du président de la République, se produit l'unification totale du CNGEI et de l'UNGEI dans le Corps national Jeunes Éclaireurs et Éclaireuses italiens. Le CNGEI s'orienta toujours vers un sens laïque et pluraliste, et appliqua les principes suivants : démocratie, participation, coéducation, choix adulte et engagement civil.
En outre, dans la même année, pour des raisons de politique associative le Clan national Seniores Scout italien se rattacha au CNGEI et donna ses bases à la Quatrième Branche. En 1986, elle substitua ce terme par celui de Branche Senior.
Avec les réformes statutaires les différentes associations adaptèrent le statut fédéral de 1978 à la nouvelle réalité italienne. En 1986, avec la refonte des vieilles structures fédérales, on donna de la vie à l'actuelle Fédération italienne du scoutisme (FIS) reconnue en Italie comme unique membre de l'Organisation mondiale du mouvement scout (OMMS) et de l'Association mondiale des guides et éclaireuses (AMGE) (ces associations ne reconnaissent qu'une association scoute par pays). Dans le scoutisme italien à partir de la fin des années 1970 continuèrent à se former d'autres associations, souvent à caractère local. Celles-ci dérivent en partie de fragmentations des associations majeures, en partie de situations contingentes à des réalités locales. En 1986 quatre de ces associations scoutes italiennes se réunissent sur une base fédérative en donnant de la vie au FederScout, originellement dénommée Fédération Scautistica italienne et récemment rebaptisée Fédération du Mouvement scout italien, actuellement adhérent à la Confédération européenne du scoutisme.